# ۵۶۷ (قمری)
۵۶۷ (قمری)، پانصد و شصت و هفتمین سال در گاهشماری هجری قمری است. اول محرم این سال برابر با یازدهم سپتامبر سال ۱۱۷۱ میلادی است.

## وابسته
- خلفای فاطمی